# Jonathan Müller
Jonathan Müller (* 6. September 1984 in Kronach) ist ein deutscher Schauspieler.

## Leben und Karriere
Geboren 1984 in Kronach, studierte Jonathan Müller nach der Fachhochschulreife an der Fach- und Berufsoberschule Hof zuerst Wald- und Forstwirtschaft an der Fachhochschule Weihenstephan. Danach erhielt er seine Schauspielausbildung von 2006 bis 2010 an der Hochschule für Musik, Theater und Medien Hannover. Erste Engagements führten ihn ans Schauspiel Hannover, das Akademietheater München, das Theater Osnabrück und das Deutsche Schauspielhaus Hamburg.
Im Jahr 2008 erhielt er ein Begabten Stipendium der Hochschule für Musik, Theater und Medien Hannover. 2012 gewann er mit dem Ensemble des Schauspielhauses den Faust Preis für die Inszenierung Alice im Wunderland unter der Regie von Barbara Bürk.
2011 spielte er in der Fernseh-Reihe Tatort: Das schwarze Haus von Regisseur Thomas Bohn eine der Hauptrollen. Im selben Jahr war er auch in der Folge Apfelblüte der NDR-Serie Neue Geschichten aus der Heimat zu sehen sowie 2012 in Gloomy Sabbath und 2013 in Freier Fall (beides Kinofilme).
Jonathan Müller war von 2010 bis 2015 am Deutschen Schauspielhaus in Hamburg engagiert. Im Jahr 2015 wechselte er ins Ensemble des Münchner Volkstheaters unter der Intendanz von Christian Stückl.
Müller ist ausgebildeter Schlagzeuger, zudem spielt er Gitarre, Mundharmonika und Geige.

## Filmografie (Auswahl)
- 2009: Hanna – Regie: Damian Schipporeit (Kurzfilm)
- 2010: otherside (Kurzfilm)
- 2011: Tatort: Das schwarze Haus – Regie: Thomas Bohn
- 2011: Neue Geschichten aus der Heimat (Episode Apfelblüte) – Regie: Miko Zeuschner
- 2012: Gloomy Sabbath – Regie: Amit Epstein
- 2012: Familientableau – Regie: Nadine Schwitter
- 2012: Freier Fall – Regie: Stephan Lacant
- 2013: Stubbe – Von Fall zu Fall – Tödliche Bescherung – Regie: Torsten Wacker
- 2013: SOKO Köln – Camilla – Regie: Torsten Wacker
- 2014: Die Pfefferkörner – Geködert – Regie: Andrea Katzenberger
- 2014: SOKO Leipzig – Keine Träne – Regie: Andreas Morell
- 2015: Großstadtrevier – jetzt oder nie – Regie: Torsten Wacker
- 2015: München Laim II – Uriel – Regie: Michael Schneider
- 2016: In aller Freundschaft – Die jungen Ärzte – Aus der Balance
- 2016: Die Rosenheim-Cops – Tod eines Gleitschirmfliegers
- 2017: Der Mann der zu viel wusste – Regie: Hans Steinbichler
- 2017: Urban Divas (4 Folgen) – Regie: Natalie Spinell
- 2017: Großstadtrevier – Das unsichtbare Orchester – Regie: Torsten Wacker
- 2017: Pickel am Arsch – Regie: Annika Blendl
- 2017: Der Bergdoktor – Ein neuer Tag – Regie: Axel Barth
- 2018: Gefangen – Der Fall K. (Fernsehfilm)
- 2019: Tatort: Die ewige Welle
- 2020: Nord bei Nordwest – Dinge des Lebens
- 2020: Frühling – Keine Angst vorm Leben
- 2020: WaPo Bodensee – Schutzlos
- 2020: SOKO München – Countdown
- 2021: In aller Freundschaft – Versägt
- 2021: Alice im Weihnachtsland (Fernsehfilm)
- 2022: Tatort: Das Verhör
- 2024: Hubert ohne Staller – Dem Himmel ganz nah
- 2025: Marie fängt Feuer – Lokale Gewitter